# Teorija pričakovanja
Prva teorija o formalni motivaciji za delo, ki je predpostavljala, da ljudje tehtajo med raznimi opcijami, preden se odločijo za eno od njih, je bila pot-cilj teorija, katere avtorji so Georgopoulos, Mahoney in Jones (1957). Slednji so sklepali, da bo delavec, ki vidi visoko produktivnost kot pot do bodisi želenega cilja, ki prinaša določeno nagrado bodisi do osebnega cilja (npr. povišanje plače, napredovanje na delovnem mestu, več odgovornosti), hkrati tudi zelo uspešen. Nasprotno pa bo delavec manj uspešen, če bo menil, da je nizka raven produktivnosti prava pot do njegovega cilja (npr. manj stresa, več preživetega časa z družino, odobravanje s strani sodelavcev).  Kljub temu, da je zasnova same teorije preprosta, je le-ta naznanila dramatičen premik v pojmovanju motivacije: premik od pojmovanja osebe kot stroja, do osebe kot znanstvenika. Ta nov pristop je predstavil Vroom (1964) v teoriji, ki je prepoznavna kot VIE teorija (angl. valence, instrumentality, expectancy, v slovenščini: valenca, instrumentalnost, pričakovanje) 

## O teoriji
Temeljno izhodišče Vroomove motivacijske teorije je teza o nasprotujočih si ciljih organizacije, v kateri se izvaja delovni proces, in delavcev, ki v tej organizaciji delajo. Vsaka organizacija želi doseči čim večjo delovno in dohodkovno učinkovitost, ni pa namen in interes vsakega delavca, da bi vedno dosegal svojo najvišjo možno individualno delovno uspešnost. Vroom je tako preučeval obnašanje posameznika v organizaciji. Zanimalo ga je, zakaj posameznik določene oblike vedenja zavrača, določene pa sprejme. Poudaril je, da si bo zaposleni prizadeval za večjo uspešnost organizacije le, če bo opazil povezavo med doseganjem cilja organizacije in njegovega cilja. Na zadovoljstvo delavca vplivajo trije dejavniki, in sicer so to: delo, motivacija in učinek nanje. Odločitev o tem, kakšno delo bo posameznik pripravljen delati pa temelji na treh sklopih prepričanj – valenca, instrumentalnost in pričakovanje. Slednji so trije osrednji elementi Vroomove teorije.
Vroomova teorija pojasnjuje motivacijske procese in motivacijo kot izbiro vedenja. Posameznik se tako na podlagi privlačnosti ciljev in verjetnosti njihove uresničitve odloča za vedenje, ki je po njegovem mnenju zanj najbolj koristno in ugodno. Intenzivnost posameznikove težnje za določeno vedenje pa je odvisno tudi od pričakovanja, da bo njegovemu vedenju sledila določena posledica ter od privlačnosti te specifične posledice same po sebi.
Vroom (1964) je teorijo razvil zato, da bi napovedal odločitve posameznika med zaposlitvami, nalogami in ravnjo vlaganja napora, ki mu prinesejo najvišje zaznane koristi. Po omenjeni teoriji je posameznikova odločitev odvisna od treh spremenljivk: 
1. zaznana pričakovanja glede napora in učinkovitosti,
2. zaznane instrumentalnosti in
3. ocena izida glede na valenco.[4]

## Komponente teorije pričakovanja

### Valenca
Valenca se nanaša na pričakovano privlačnost izidov drugega reda  oz. na vrednost - privlačnost ali neprivlačnost, ki jo posameznik pripisuje določenemu elementu oz. cilju (npr. nagrada, določen rezultat). Vroom je predpostavil, da imajo tudi psihološki objekti v nekem okolju privlačne in odbijajoče sile. Za večino ljudi je npr. denar privlačen, nezanimivo delo pa bi bilo odbijajoče. Ta element Vroomove teorije je bil preprosto prepoznanje tega, da imajo ljudje potrebe in želje.
Tako na primer motivacijsko delovanje plače ni odvisno le od njene višine, ampak tudi od pomeni, ki ga ima za posameznika. Če nekomu recimo več pomeni zanimivost dela, potem je malo verjetno, da ga bo pri dolgočasnemu delu motivirala večja plača. Valenca se spreminja in je lahko pozitivna (cilji posameznika privlačijo), ničla (posameznik je ravnodušen do cilja) ali negativna (posameznik se cilju skuša izogniti). Glede na to, da je valenca kot vrednost ciljev lahko pozitivna, ničla ali negativna, se bo posameznik torej odločal v skladu s smerjo valence.

### Instrumentalnost
Instrumentalnost je drug element Vroomove teorije. Nanaša se na zaznan odnos med ravnjo učinkovitosti in izidi drugega reda kot so npr. plača, napredovanje, pohvala ali občutek, spretnega dosega cilja in predstavlja odgovor na naslednje vprašanje: »Bom dobil kar mi je bilo obljubljeno, če bom uspel nalogo opraviti kot je od mene pričakovano?«. Instrumentalnost torej pomeni opis odnosa med učinkovitostjo in pričakovanim izidom. Opredeljena je kot povezava med dvema ciljema, ko je posameznik prepričan, da je določen cilj le neposredni instrument za doseganje pravega cilja, torej pomeni pomeni posameznikovo presojo, ali mu bo doseganje enega cilja omogočilo doseganje drugega cilja, ki je zanj pomembnejši. Neposredna posledica instrumentalnosti je lahko postopno uresničevanje ciljev. Npr. oseba želi preko napredovanja doseči večji zaslužek. Tako je napredovanje prvi cilj, ki ga želi doseči (neposredni instrument), da bi lahko dosegel končni cilj (tj. večja plača oz. zaslužek).
Napredovanje navadno pomeni višjo plačo in več ugodja, a hkrati lahko pomeni tudi več odgovornosti in več delovnih ur. Vidimo lahko, da se v dani situaciji lahko pojavi več instrumentalnosti, med katerimi je vsaka povezana s cenjeno ali necenjeno okoliščino določenega izida kot je npr. v tem primeru promocija. Na tem mestu nastopi oseba kot znanstvenik. Vroom je predpostavil, da takrat, ko je posameznik enkrat pozoren na različne instrumentalnosti, lahko sam poveže to informacijo na tak način, da se odloči, če bo izid v večji meri pozitiven kot negativen (npr. če je bilo z izidom povezano več pozitivne kot negativne valence. Ta analiza, ki bi jo opravil posameznik, bi potem vodila do odločitve glede vedenja.

### Pričakovanje
Tretji element, ki ima v Vroomovi teoriji tudi poseben pomen je pričakovanje. Izraža posameznikovo prepričanje, da ga bo določeno vedenje pripeljalo do določenega cilja, z drugimi besedami predstavlja torej posameznikovo presojo o tem ali je mogoče neko delo uspešno opraviti ali ne. Ta element je torej povezan s posameznikovim prepričanjem, da bo povečan trud vodil do uspešnega izida. Ljudje z visokimi pričakovanji so prepričani, da bo njihov trud prispeval k boljši izvedbi dela, medtem ko ljudje z nizkimi pričakovanji ne verjamejo, da bo njihov trud občutno vplival na končni rezultat dela. Pričakovanje tako predstavlja ključno vlogo v Vroomovi teoriji, saj povezuje vložen napor in dosežen rezultat. Posameznikova verjetnost, da bo sledil določeni aktivnosti, je odvisna od uresničevanja ciljev, ki so zanj pomembni.
Zaznana pričakovanja glede napora in učinkovitosti torej kažejo posameznikovo percepcijo odnosa med ravnmi vloženega truda in učinkovitostjo (Ilgen, Nebeker in Pitchard, 1981). Učinkovitost je pogosto definirana kot izid prvega reda (first-level outcome).

### Predpostavke teorije
Vroom predpostavlja, da so motivacija, pričakovanje, instrumentalnost in valenca druga z drugo povezane z naslednjo enačbo:
Motivacija = Pričakovanje × Instrumentalnost × Valenca.
Multiplikativen učinek v enačbi je signifikanten. Če bodo pričakovanje, instrumentalnost in valenca višji, se bo to odražalo tudi v višji motivaciji pri posamezniku. Predpostavka multiplikativnosti pa prav tako sugerira, da bo motivacija pri posamezniku ničelna, če bo kateri koli od treh navedenih faktorjev ničelni. To lahko pojasnimo s primerom: če bo zaposleni recimo prepričan, da bo njegov trud rezultiral v uspešni izvedbi in v nagradi, bo njegova motivacija kljub temu ničelna, če bo valenca nagrade, ki jo pričakuje ničelna, torej če bo nagrada, ki bo jo pričakoval zanj povsem brez pomena.
Ko postavimo vse tri omenjene elemente skupaj, dobimo sliko celotne teorije, ki predpostavlja, da se posamezniki sprašujejo naslednja vprašanja:
- Valenca. Do kakšne mere cenim tiste druge izide in kako se bodo le-ti združili v končni rezultat, ki bi ga označil kot »dober« ali »slab«?
- Instrumentalnost. Bo izid, ki ga pričakujem (npr. napredovanje) pripeljal še do kakšnih drugih izidov (npr. več časa v službi, družinski konflikt, zamera s strani sodelavcev, ki so zdaj moji podrejeni, drugačne naloge)?
- Pričakovanje. Bo akcija, ki jo nameravam izvesti (npr. trdo delo, ostajanje dlje v službi, prostovoljno prevzemanje težjih nalog) pripeljala do zaželenega izida (npr. napredovanje)? Rosabeth Moss Kanter pravi, da imamo takrat, ko se sklicujemo na termin "samozavest", navadno v mislih pričakovanje pozitivnega izida (Deutsch, 2004).[1]

Vidimo torej, da teorija pričakovanja predpostavlja, da je posameznik neke vrste »kalkulator«. Od njega se pričakuje, da ocenjuje:
- verjetnost tega, da bo neko vedenje (npr. trdo delo) pripeljalo do določenega izida (npr. promocija),
- verjetnost, da bo primaren izid (npr. promocija) pripeljal do sekundarnega izida (npr. sprememba delovnih ur, sprememba kompenzacije)
- relativno privlačnost ali neprivlačnost sekundarnih izidov.[1]

## Teorija pričakovanja v praksi
Vroomov model je uporaben le v razmerah dobre organiziranosti delovnega procesa, v organizacijah, ki se oblikujejo, kjer uveljavljajo upravljanje po demokratični poti ter združujejo zaposlene z visoko stopnjo družbene zavesti. 
Obravnavana teorija ima nekaj pomembnih implikacij za motiviranje zaposlenih. Model ponuja smernice za povečanje motivacije zaposlenih, s pomočjo spreminjanja posameznikovega a) pričakovanja o povezanosti med vloženim trudom in uspešnostjo izvedbe, b) pričakovanja glede povezanosti uspešnosti izvedbe in nagrade ter c) s spreminjanjem valence nagrade.  

### Pričakovanja trud-izvedba
Vodilni v organizacijah ali podjetjih bi morali poskušati povečati prepričanje zaposlenih, da so sposobni delo uspešno izvesti. Lunenburg (2011)  pravi, da bi vodilni za dosego tega cilja morali: 
- Izbrati ljudi z zahtevanimi spretnostmi in znanjem.
- Priskrbeti primerno usposabljanje, izobraževanje.
- Razjasniti zahteve dela.
- Priskrbeti dovolj časa in sredstev.
- Zaposlenim progresivno dajati težje naloge, ki temeljijo na opravljenem usposabljanju.
- Slediti predlogom zaposlenih glede sprememb na delovnem mestu.
- Intervenirati in si prizadevati za reševanje problemov, ki bi lahko ovirali uspešno izvedbo dela.
- Podajati primere zaposlenih, ki so uspeli rešiti nalogo.
- Omogočiti inštruiranje posameznikov, ki niso dovolj samozavestni.

Če torej povzamemo navedene predloge, lahko zaključimo, da naj bi vodilni (če želijo spremeniti pričakovanja trud-izvedba) težiti k temu, da naredijo želeno izvedbo naloge čim bolj dosegljivo. Avtor pravi tudi, da dobre vodje zaposlenim zelo točno razjasnijo kaj se na delovnem mestu od njih pričakuje, hkrati pa jim pomagajo pri dosegu želene stopnje izvedbe.  

### Pričakovanja izvedba-nagrada
Vodilni bi morali prav tako povišati prepričanje zaposlenih, da bo dobra, uspešna izvedba pripeljala do cenjene nagrade. Načini za dosego slednjega cilja vključujejo:
- Natančno merjenje uspešnosti izvedbe poklicnih nalog.
- Jasen opis nagrad, ki bodo posledica uspešno izvedene naloge.
- Navajanje primerov drugih zaposlenih, katerih uspešno izvedene naloge so rezultirale v višjih nagradah.

Bistveno je torej, da vodje specifične oblike izvedbe določene naloge direktno povežejo z nagrado, ki je želena s strani zaposlenih. Pomembno je namreč, da zaposleni jasno pozna proces nagrajevanja v službi. 

### Valenca nagrade
Vodilni naj bi zvišali pričakovano vrednost nagrade. Način za doseganje slednjega cilja je lahko recimo deljenje nagrad, ki jih zaposleni cenijo (lahko tudi individualiziranje nagrad). Z demografično raznoliko delovno silo, je namreč prepričanje, da vsi zaposleni hrepenijo po enakih nagradah, zavajajoče. Tako nekateri recimo cenijo promocijo ali zvišanje plače, medtem ko drugi preferirajo nekaj dodatnih dni dopusta.
Če vzamemo kot primer managerja, ki bi želel aplicirati Vroomovo teorijo, bi le-ta moral biti pozoren na tri stvari:
- Povezava pozitivno valenčnih posledic z izidi.
- Pojasnitev instrumentalitet: zaposlenim bi moral jasno povedati, kakšne vse posledice lahko prinese določen izid.
- Pojasnitev pričakovanj: zaposlenim bi moral jasno povedati, da bo določena akcija pripeljala do nekega izida.

Motivacijska sila in odločitev, sta posledica kombinacije zaznanih pričakovanj, instrumentalnosti in valence. Tako je npr. pričakovano, da bo motivacijska sila ali odločitev med ravnmi vlaganja truda večja, ko bodo visoke ravni truda zaznane v povezavi z visoko ravnjo uspešnosti, ki vodi do cenjenih posledic, kot je npr. plača.
Takrat, ko izbiro zaposlitve napovedujemo s pomočjo modela valence, pričakovanje ne igra pomembne vloge, saj je odnos med vloženim trudom in uspešnostjo v tem primeru vedno visok (na primer, če sprejemamo ponudbo za službo). Vroom je predpostavil multiplikativen odnos med pričakovanji in instrumentalnostjo. Kakorkoli že, pa bo percepcija nekontingenčnosti v odnosu med vloženim trudom in uspešnostjo ali korelacija blizu nič med uspešnostjo in izidom rezultirala v ničelni ali blizu ničelni motivaciji za to specifično nalogo (Vroom, 1964).

## Kritika modela
Raziskave Vroomovega modela so podprle predpostavko, da je vložen trud povezan s kognicijo, torej z zaznanimi pričakovanji in instrumentalnostjo. Kakorkoli že, pa so raziskave pokazale tudi, da takrat, ko se posameznik odloča o tem, kako se bo vedel, vzame v zakup tudi druge stvari, torej ne le svoja pričakovanja in instrumentalnosti. 
Landy in Conte (2010) ocenita, da je bil model VIE eleganten in poživljajoč. Povzdignil je status posameznika k statusu racionalnega bitja. Morda pa bi vseeno lahko rekli, da je predpostavko o racionalnosti vseeno potisnil nekoliko predaleč preko razumnih meja - predpostavljal je namreč, da naj bi ljudje vendarle opravljali vrsto mučnih kalkulacij samo zato, da bi lahko sprejeli povsem preproste odločitve. 
Poleg tega je VIE teorija ignorirala veliko nekognitivnih elementov, ki prav tako vplivajo na proces odločanja. Taka elementa sta na primer osebnost in čustva. Erez in Isen (2002) sta demonstrirala, da imajo posamezniki z visokim pozitivnim afektom (v pozitivnem čustvenem stanju) višja pričakovanja in instrumentalne vrednote kot posamezniki v nevtralnem čustvenem stanju. Meta analiza (van Eerde in Thierry, 1996) je opozorila še na dodatno dejstvo. Originalna teorija VIE kot jo je predpostavljal Vroom, je bila intrapersonalna teorija (znotraj posameznika - npr. katere izmed x odločitev bi bile bolj privlačne za enega posameznika), namesto, da bi bila interpersonalna teorija (med posamezniki - npr. kateri izmed x posameznikov bi bil bolj motiviran). Van Erde in Thierry (1996) sta ugotovila, da je bila večina raziskav opravljenih na interpersonalni verziji teorije. Če se spomnimo primera managerja, lahko dodamo, da je v mnogih aspektih njegova naloga, da motivira vsakega posameznika posebej. Interpersonalni izsledki pa so na tem mestu precej irelevantni, saj se sploh ne nanašajo na vprašanje kako dvigniti motivacijo znotraj enega posameznika.